# Lucius Annaeus Cornutus
Cornutus (más változatban: Phurnutus), teljes nevén Lucius Annaeus Cornutus (Afrika, Leptis, Kr. u. 20 körül – ?, Kr. u. 65 után), római sztoikus filozófus, irodalomkritikus, író.

## Élete
Leptis Magnában született, föltehetően a 20-as évek elején. Nomen gentile-je (Annaeus) alapján az Annaea gens-be tartozott, de nem valószínű, hogy a filozófus Seneca szabadosa volt. Rómába Claudius császár uralkodása idején, a 40-es években érkezhetett, ahol hamar igen elismert tanár lett. Az életére vonatkozó legfontosabb forrás Persius ókori életrajza (Vita Aulis Persii Flacci de commentario Probi Valerio sublata). Az életrajz szerint tanítványai közé tartozott Lucanus és Persius, akik sztoikus filozófiát tanultak nála. Persius 16 esztendősen lett Cornutus tanítványa, aki nemcsak mestere, hanem legközelebbi barátja is volt. Róla mondja Persius, hogy szókratészi ölébe fogadta őt: Socratico, Cornute, sinu (Sat. 5, 37). Persius neki ajánlotta az ötödik szatíráját, amelyben mesterét magasztalja, és tanait fejtegeti 191 sorban. Ez Persius leghosszabb szatírája.

### Idézet
At te nocturnis iuvat inpallescere carthis
cultor enim iuvenum, purgatas inseris aures
fruge Cleanthea,
„Ám neked éjjel öröm sápadni a könyvre hajolva,
műveled ifjaidat, s gyomlált füleikbe Cleanthes
magvait elhinted.”
Tehát Cornutus az, aki tudja, mi az igazi szabadság, és erre oktatja az ifjakat. Amíg mások a nyereség után futnak, vagy evéssel, ivássál csapják agyon az időt, ő Kleanthész műveit tanulmányozza.
Persius ókori életrajza szerint a költő fiatalon bekövetkezett halála után Cornutus és a költő Caesius Bassus  gondozták szatíráinak kiadását, amelyeken állítólag bizonyos változtatásokat is eszközöltek. Az életrajzban olvasható az is, hogy Persius végrendeletében 20 000 sestertiust és Chrysipposnak mintegy 700 könyvét hagyta Cornutusra, aki csak a könyveket fogadta el. Cornutus azt tanácsolta Persius anyjának, hogy az ifjúkori zsengéket semmisítsék meg, a szatíráit pedig adják át Caesius Bassus költőnek, aki maga is úgy nyilatkozott, hogy szívesen kiadná őket. Az óvatos Cornutus azonban előbb megtisztította a kötetet az aktuális utalásoktól. Persius életrajza határozottan állítja, hogy az 1. szatíra ezen sora: auriculas quis non habet? (121) eredeti formájában így hangzott: auriculas asini Mida rex habet, és Neróra vonatkozott. Cornutus azonban megváltoztatta. Rómában a sztoikus Thraesea Paetus köréhez tartozott, mint ahogyan Persius és Caesius Bassus is. Más források alapján föltételezhető, hogy a 65-ben leleplezett Piso-féle összeesküvés következtében Nero száműzetésbe küldte, ahonnan - valószínűleg - már nem tért vissza Rómába, így feltehetően nem érte meg Nero 68-ban bekövetkezett bukását és halálát. Abban nincs konszenzus, hogy vajon becsületessége és szabadságszeretete, vagy valamilyen más okból küldte száműzetésbe Nero. Cassius Dio szerint Nero négyszáz ének terjedelmű eposzt tervezett írni Róma történetéről, s amikor ezzel kapcsolatban megkérdezte Cornutus véleményét, a filozófus azt válaszolta, hogy a négyszáz túlságosan nagy terjedelem, és ilyen hosszú művet senki sem olvasna el, mire a császár sértődötten kijelentette, hogy a sztoikus filozófus Khrüszipposz (aki Cornutus egyik példaképe volt), sokkal többet írt. Erre a filozófus megjegyezte, hogy azok azonban hasznosak az emberiség számára. A történetíró szerint emiatt a megjegyzése miatt lett kegyvesztett Cornutus.[forrás?]

## Művei
Latin és görög nyelven írt, filozófiai és föltehetően irodalomkritikai műveket. Teljes terjedelmében csak Az Istenek természetéről (Περί της των θεων φύσεως) című mű maradt fenn, amely Cornutus neve alatt több kiadást is megért. Művében a görög istenvilágot elsősorban az istenek nevének sztoikus elvekre épülő etimologizáló értelmezése révén allegorikus módon magyarázza. Bár a Persius-életrajz egyik romlott sora (tragicus fuit sectae poetice: Vita 20) alapján sokáig úgy tartották, hogy Cornutus tragédiákat is írt, valószínűbb, hogy a sor helyesen így hangzott: criticus fuit sectae Stoicae, azaz a sztoikus iskolához tartozó irodalomkritikus volt, s feltehetőleg elsősorban ilyen minőségében volt hatással költő-tanítványára. Cornutus a Vergilius-rajongó Silius Italicusnak ajánlotta a költő műveivel kapcsolatos - többnyire kritikus - megjegyzéseit tartalmazó művét. Commentum Cornuti címen maradt ránk az a Persius műveit magyarázó scholiongyűjtemény, amelyet nagy valószínűséggel a kora középkorban állítottak össze. Noha a magyarázatok nagy része ókori eredetű, valószínűtlen, hogy azok Cornutustól származnának. Ugyanez a helyzet a Cornutus neve alatt fennmaradt, Juvenalis szatíráihoz írt scholiongyűjteménnyel is.

### Kiadások
- Osann (Göttingen 1844)